# Royal Oak, Michigan
Royal Oak là một thành phố thuộc quận Oakland trong tiểu bang Michigan, Hoa Kỳ. Thành phố có tổng diện tích km², trong đó diện tích đất là km². Theo điều tra dân số Hoa Kỳ năm 2010, thành phố có dân số 57.236 người.